# Sarımsaklı (Karataş)
Sarımsaklı ist ein Ortsteil (Mahalle) im Landkreis Karataş der türkischen Provinz Adana mit 25 Einwohnern (Stand: Ende 2024). Im Jahr 2011 hatte der Ort 21 Einwohner.